# Pi-Ramses
Pi-Ramses var huvudstad för Egyptens nittonde dynasti och uppfördes i början på 1200-talet f.Kr. och var huvudstad fram till början på 1100 f.Kr. Pi-Ramses ligger i östra Nildeltat precis söder om Qantir nordost om staden Fāqūs i ash-Sharqiyya i Egypten. Staden upptog mellan 10 och 15 kvadratkilometer och hade en befolkning på över 300 000 och var en av världens största städer.
Under inledningen av Egyptens nittonde dynasti uppfördes av ekonomiska och strategiska skäl den nya huvudstad Pi-Ramses. Pi-Ramesse är daterad från ca 1290 f.Kr. och Ramses II tillskrivs ofta som staden uppförare även om byggnationen sannolikt påbörjades av någon av hans närmaste föregångare som Ramses I eller Seti I. Pi-Ramses låg där vägen till Palestina började i närheten av Hyksos tidigare huvudstad Avaris. Platsen var militärt strategiskt viktig och välförsedd med befästningar och vattenkällor. Staden hade ett flertal tempel, palats och militära anläggningar. Med koppar levererat från Timna producerades vapen. På 1000-talet f.Kr. förlorade staden sin funktion efter att den del av Nilen som passerade staden torkade ut. I dag finns inga synliga rester av byggnader vid Pi-Ramses. Sten från Pi-Ramses tempel och andra byggnader användes för att uppföra staden Tanis.
Pi-Ramses nämns i Bibeln i Andra Moseboken.
Därför satte man fogdar över dem för att kuva dem med hårt arbete. Och de byggde städerna Pitom och Ramses, där farao hade sina förråd.
Andra Moseboken 1:11, Bibel 2000